# Ткаченко, Михаил Елевферьевич
Михаил Елевферьевич Ткаченко (13 ноября 1878 — 25 декабря 1950) — советский и российский учёный-лесовод, доктор сельскохозяйственных наук (с 1935), профессор Ленинградской лесотехнической академии.

## Биография
Родился в семье агронома. В 1899 году окончил Уманское училище земледелия и садоводства и продолжил обучение в Санкт-Петербургском лесном институте. После его окончания в 1906—1908 гг. — оставлен в альма-матер в качестве ассистент.
Несколько лет занимался активной научно-производственной деятельностью в специальном лесном комитете лесного департамента, сначала в должности старшего таксатора, а затем, заведующего лесного изобретательского бюро. В 1917—1929 годах руководил Лесным отделом Сельскохозяйственного учёного комитета (позже реорганизованного в Государственный институт опытной агрономии).
В 1919 был избран профессором лесоводства в Петроградском лесном институте (позже реорганизованного в Лесотехническую академию им. С. М. Кирова). В 1919—1921 гг. возглавлял кафедру частного лесоводства, а потом до конца жизни — кафедру общего лесоводства.
В 1931—1932 гг. — руководитель Лесоводческого сектора Всесоюзного научно-исследовательского института агролесомелиорации (ВНИИАЛМ).
В годы Великой Отечественной войны М. Е. Ткаченко заведовал кафедрой лесоводства в Уральском лесотехническом институте, куда частично была эвакуирована Ленинградская лесотехническая академия. Учёный провёл экспедиционные научно-исследовательские работы по изучению лесных ресурсов Урала. Результаты исследований были им обобщены в специальном труде «Рационализация лесного хозяйства на Урале, в связи с обороной страны». В послевоенные годы под его руководством была разработана «Методика составления карты лесов», в которой были даны система и методы статистического учета лесного фонда и лесной картографии СССР.

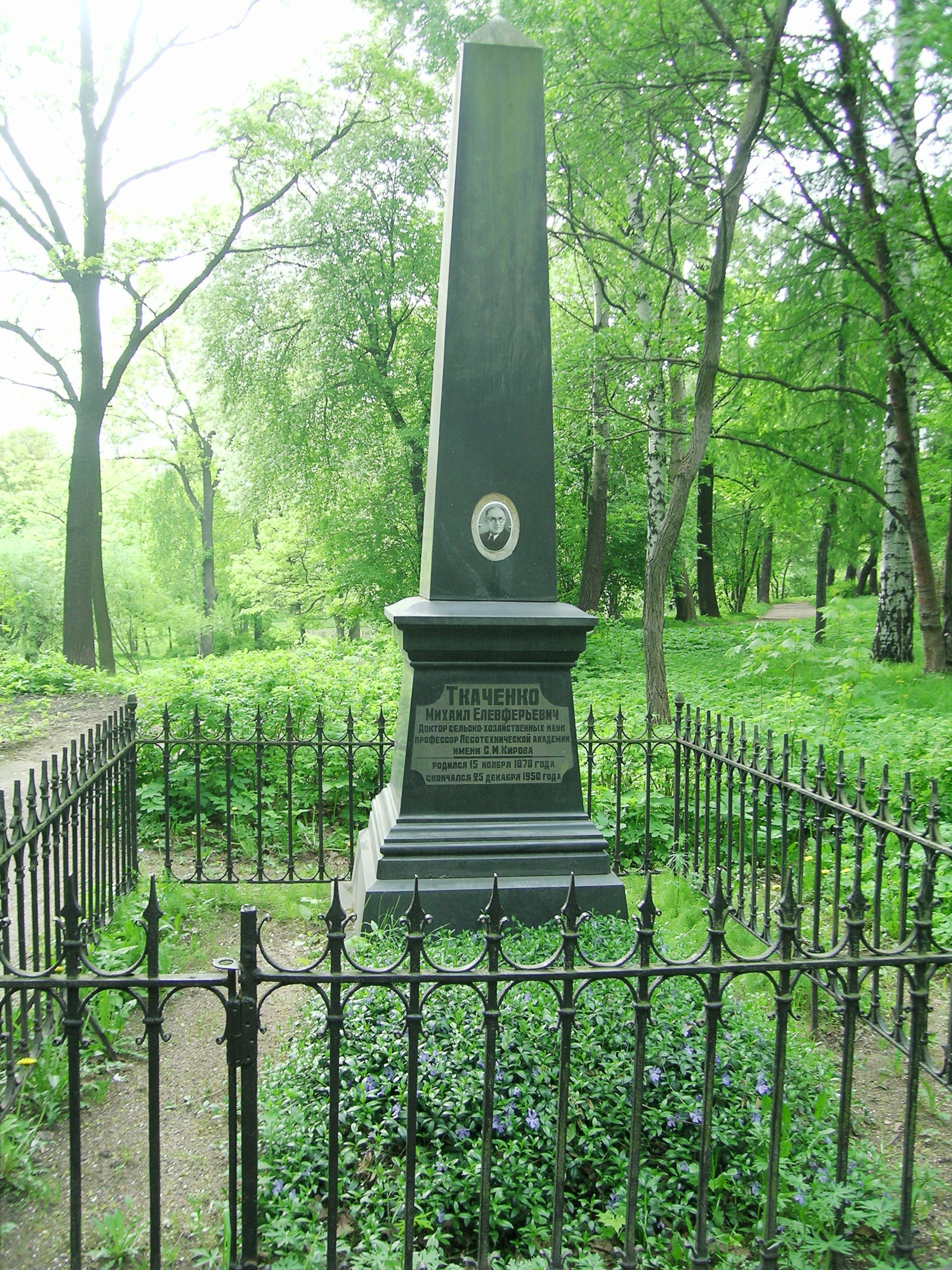

Похоронен в парке Лесотехнической академии.

## Научная деятельность
Повышенный интерес проявлял к изучению лесов Севера. В 1907—1908 гг. проводил исследования в Архангельской губернии. В Орловской области выполнил первую свою экспериментальную работу «О роли леса в почвообразовании». В 1908-09 гг. совершил научную поездку в Германию, в 1911—1912 гг. — в США, где изучал опыт лесоводства.
М. Е. Ткаченко — учёный-лесовод с мировым именем. Известен своими трудами не только в области лесоводства, но и таксации, экономики и организации лесного хозяйства и др. Предложил метод расчета объема древесных стволов, послуживший основой для составления массовых и сортиментных таблиц объемов древесных стволов не только в России, но и за границей. Лесовод определил, что при одинаковых высоте и коэффициенте формы (соотношение диаметров на половине высоты и у шейки корня) объемы древесных стволов одинаковы, независимо от древесной породы и условий произрастания. Занимался вопросами взаимной связи методов лесоводства и лесопользования, известны его труды по концентрированных вырубок, проблемам водоохранных лесов.
По его инициативе и под его руководством в Институте леса АН СССР были начаты лесогидрологические исследования. В значительной мере М. Е. Ткаченко определял лесную политику в СССР. Он был организатором и участником лесных экспедиций: Бузулукской (1926), Марийской (1926), Ижевской (1928).
М. Е. Ткаченко впервые в истории лесоводства научно обосновал теорию очистки лесосек. Ему принадлежит обоснование сплошных концентрированных рубок леса, научный анализ роли огня как фактора лесовосстановления, разрабатывал методы практического применения этого фактора в лесном хозяйстве. Разработал рекомендации по интродукции пород растений.
Международную известность принес М. Е. Ткаченко учебник «Общее лесоводство» (1939), изданный в СССР и за рубежом.

## Избранные труды
Автор около 130 опубликованных трудов.
- Леса Севера, ч. 1, СПб, 1911;
- Леса, лесное хозяйство и деревообрабатывающая промышленность Северо-Американских Соединенных Штатов, 1914;
- Высшее лесохозяйственное образование в Северо-Американских Соединенных Штатах, 1915;
- Американские методы завоевания лесных рынков (1924);
- Леса и лесная промышленность Канады 1925;
- Английский способ таксации леса, 1925;
- Лесные пожары в Канаде, 1925;
- Концентрированные рубки, эксплуатация и возобновление леса, М.—Л., 1931;
- Общее лесоводство. — К., 1939, 1952, 1955.